# Pteropus capistratus
La volpe volante mascherata delle Bismarck (Pteropus capistratus Peters, 1867) è un pipistrello appartenente alla famiglia degli Pteropodidi, endemico dell'Arcipelago di Bismarck (Papua Nuova Guinea).

## Descrizione

### Dimensioni
Pipistrello di medie dimensioni, con la lunghezza della testa e del corpo tra 155 e 185 mm, la lunghezza dell'avambraccio tra 110,5 e 115,5 mm e un peso fino a 270 g.

### Aspetto
La pelliccia è moderatamente lunga, soffice, densa e si estende leggermente fino all'avambraccio e alle caviglie. Il colore del dorso è bianco-argentato con una leggera tinta color crema, le parti ventrali sono marrone chiaro, le spalle e i lati del collo giallo-ocra. Sul muso  è presente una maschera facciale bianco-giallastra delimitata da un anello nerastro che passa tra gli occhi e le orecchie e che si divide su ogni guancia in una banda nerastra estesa in avanti fino all'angolo posteriore della narice. Una striscia longitudinale più larga attraversa la fronte tra gli occhi e termina alla base del naso, due strisce più sottili partono dall'angolo esterno di ogni occhio e si ricongiungono alla banda trasversale che passa dietro di esso. Il mento è nerastro. Le orecchie sono corte ed ovali. Le membrane alari sono marroni, attaccate lungo i fianchi del corpo ed hanno una venatura più accentuata di colore scuro. La tibia è ricoperta di peli.  È privo di coda, mentre l'uropatagio è ridotto ad una sottile striscia lungo gli arti inferiori, nascosto nella parte centrale dalla pelliccia. I denti sono ridotti. La sottospecie P. c. ennisae ha la maschera facciale meno definita.

## Biologia

### Comportamento
Si rifugia in piccoli gruppi nel fogliame degli alberi.

### Alimentazione
Si nutre di infiorescenze della noce da cocco.

### Riproduzione
Danno alla luce un piccolo alla volta all'anno. È stato osservato l'allattamento dei piccoli da parte dei maschi adulti. Raggiungono la maturità sessuale dopo 1-2 anni. Hanno una aspettativa di vita di 8-10 anni.

## Distribuzione e habitat
L'areale di questa specie è ristretto all'Arcipelago di Bismarck.
Vive fino a 1.200 metri di altitudine nelle foreste di pianura e collinari, foreste secondarie, coltivazioni e piantagioni di Palma da cocco.

## Tassonomia
In accordo alla suddivisione del genere Pteropus effettuata da Andersen, P. capistratus è stato inserito nello  P. temminckii species Group, insieme a P. temminckii stesso, P. personatus e P. pumilus. Tale appartenenza si basa sulle caratteristiche di avere un rostro del cranio accorciato, sulla presenza di un ripiano basale nei premolari e sulle dimensioni ridotte.
Sono state riconosciute due sottospecie:
- P. c. capistratus: Nuova Britannia, Sakar, Umboi. Isole del Duca di York: Isola del Duca di York, Mioko;
- P. c. ennisae (Flannery & White, 1991): Nuova Irlanda.

Altre specie simpatriche dello stesso genere: P. admiralitatum, P. gilliardorum, P. hypomelanus e P. neohibernicus.

## Conservazione
La IUCN Red List, considerato che questa specie è soggetta ad un lento e progressivo declino dovuto alla perdita progressiva del proprio habitat, classifica P. capistratus come specie prossima alla minaccia di estinzione (Near Threatened).